# Longipenis
|  | Dieser Artikel wurde aufgrund von formalen oder inhaltlichen Mängeln in der Qualitätssicherung Biologie im Abschnitt „Insekten“ zur Verbesserung eingetragen. Dies geschieht, um die Qualität der Biologie-Artikel auf ein akzeptables Niveau zu bringen. Bitte hilf mit, diesen Artikel zu verbessern! Artikel, die nicht signifikant verbessert werden, können gegebenenfalls gelöscht werden. Lies dazu auch die näheren Informationen in den Mindestanforderungen an Biologie-Artikel. Begründung: Merkmale fehlen vollständig, insgesamt sehr textfrei |

Longipenis ist eine Gattung kleiner chinesischer Schmetterlinge der Familie Lecithoceridae mit drei Arten. Die Gattung wurde zusammen mit der Art Longipenis deltidius durch Chunsheng Wu vom Institute of Zoology des Academia Sinica, Peking 1994 beschrieben. Bis zur Beschreibung zwei neuer Arten im Jahr 2010 galt die Gattung als monotypisch.

## Merkmale
Die Flügeladern R3, R4 und R5 des Vorderflügels sind gestielt, R5 reicht bis zum Apex. Die Ader M2 liegt sehr dicht bei M3, CuA1 und CuA2 sind basal 1/3 gestielt. Die Hinterflügel sind ein Viertel bis ein Drittel breiter als die Vorderflügel. Rs und M1 sind bis 2/5 gestielt, M3 und CuA1 sind kurz gestielt oder frei.

## Verbreitung
Die Arten der Gattung sind in den chinesischen Provinzen Fujian und Guangdong und im autonomen Gebiet Guangxi zu finden.

## Arten
- Longipenis deltidius Wu, 1994
- Longipenis dentivalvus H. Wang & M. Wang, 2010
- Longipenis paradeltidius H. Wang & M. Wang, 2010